# Palma Sola, Zongolica
Palma Sola är en ort i Mexiko.   Den ligger i kommunen Zongolica och delstaten Veracruz, i den sydöstra delen av landet, 250 km öster om huvudstaden Mexico City. Palma Sola ligger 635 meter över havet och antalet invånare är 277.
Terrängen runt Palma Sola är kuperad åt nordost, men åt sydväst är den bergig. Palma Sola ligger nere i en dal. Runt Palma Sola är det ganska tätbefolkat, med 222 invånare per kvadratkilometer. Närmaste större samhälle är Cuichapa, 11,6 km norr om Palma Sola. I omgivningarna runt Palma Sola växer i huvudsak städsegrön lövskog.